# Atlas MA-2
Atlas MA-2 – amerykański człon zerowy (dodatkowy) wielu rakiet nośnych. Używany w końcu lat 50. i prawie całe lata 60. Napędzany dwoma silnikami rakietowymi XLR-89-5, na naftę i ciekły tlen.